# 艾琳·奎絲塔
艾琳·奎絲塔（西班牙語：Irene Cuesta，1983年9月13日—）是一位西班牙射箭運動員和教練，於2011年和2013年在西班牙國家射箭錦標賽中贏得獎牌，亦擔任2012年夏季帕拉林匹克運動會西班牙國家代表隊當中的射箭代表隊教練。

## 個人資料
奎絲塔在1983年9月13日於西班牙格拉納達出生，並在2012年遷至馬德里居住，她同時亦為曾於2012年夏季奧林匹克運動會代表西班牙參加射箭比賽的西班牙射箭運動員埃莉婭斯·奎絲塔（Elías Cuesta）之姐姐。

## 射箭運動員生涯
奎絲塔在2008年曾與隊友托尼·阿爾羅約（Toñi Arroyo）、瑪麗婭·特蕾莎·穆尼奧絲（María Teresa Muñoz）和貝阿特麗絲·托爾蕾（Beatriz de la Torre）一同參與於拉科魯尼亞舉行的2008年西班牙射箭國家杯比賽，接著她在2011年3月參加於塔拉戈納省坎夫里爾斯舉辦的歐洲射箭錦標賽並在該賽事中贏得銅牌。艾琳·奎絲塔隨後於2012年初參與安達盧西亞射箭錦標賽並在女子混合賽中得到第一名，以及於數星期後再次參加在馬德里自治區巴爾德莫里略進行的西班牙國家射箭錦標賽並於比賽中順利奪得冠軍。
接下來奎絲塔雖然在2013年安達盧西亞射箭錦標賽中成功蟬聯第一名，但是她於後來的西班牙國家射箭錦標賽卻只能贏得第二名。2013年11月，艾琳·奎絲塔參與一個在墨西哥奇琴伊察舉行的射箭比賽，她於季軍戰以141分比132分擊敗英格蘭選手露西·奧蘇里雲（Lucy O'Sullivan），因而獲得一面銅牌。

## 成為射箭教練和管理人員
艾琳·奎絲塔是西班牙射箭聯合會（Federación Española de Tiro con Arco）的代表。
2006年，奎絲塔成為西班牙皇家射箭聯合會（Real Federación Española de Tiro）的教練，她在任期內帶領隊伍成功贏得2007年、2008年和2010年西班牙國家射箭隊際比賽冠軍。接著她於2011年11月獲提名成為西班牙射箭聯合會的全國殘疾射箭協調人，以取代已經擔任此職位3年的安東尼奧·雷博略（Antonio Rebollo）。艾琳·奎絲塔在2012年2月西班牙國家室內殘疾射箭錦標賽中首次以這個身份公開露面，而這次賽事也標誌著她開始需要為2012年夏季帕拉林匹克運動會西班牙射箭代表隊作出準備；隨後她更成為該代表隊的教練。另一方面，奎絲塔曾於2013年初擔任將在同年11月舉行的2013年國際傷殘奧林匹克委員會世界射箭錦標賽之西班牙國家代表隊選拔的最終評審。